# Diputació del General del Regne d'Aragó
La Diputació del General del Regne d'Aragó o Generalitat d'Aragó té els seus orígens històrics en la Diputació del Regne d'Aragó que va néixer a les Corts Generals de Montsó en 1362, sota el regnat de Pere el Cerimoniós.
Amb el temps, el caràcter merament recaptador que havia donat origen i sentit a la Diputació del General, s'anirà conformant com un ens més ampli a què se li afegiran competències polítiques, constituint-se en una espècie de comissió permanent de les Corts, en la qual s'integraven els representants dels quatre braços o estaments -rics homes, baixa noblesa, clericat i universitats (ciutats, comunitats o villas)-, assumint la responsabilitat de la direcció|adreça política del Regne en els períodes que separaven les reunions de Cortes.
Era competència de la Diputació del General, que aviat seria coneguda com a "Diputació del Regne", la representativitat estamental permanent, intervenir en assumptes interns i externs que afectessin al Regne, la recaptació fiscal, la delegació de les Corts, i la vigilància per al compliment dels Furs i Llibertats, en els quals residia la personalitat legal i foral d'Aragó.
Aragó va assolir la seva plenitud històrica dins de la Corona d'Aragó (1137-1707), forma política que va resultar de la unió del regne d'Aragó i del principat de Catalunya, i que va suposar la seva expansió ulterior per la Mediterrània. La reunió de la titularitat del poder sobre els territoris d'Aragó i de Catalunya a unes mateixes mans no va suposar la fusió ni la pèrdua de l'autonomia d'ambdós, sinó una confederació en la qual el títol superior per la seva dignitat corresponia al regne d'Aragó. Durant aquests segles es va produir l'enorme expansió de la Corona d'Aragó per tota la Mediterrània, incloent Mallorca i València, Sicília, Còrsega, Sardenya i Nàpols. Atenes i Neopàtria van ser annexionats posteriorment a la corona per Pere el Cerimoniós, en 1379 i 1390 respectivament. La Corona d'Aragó es fon amb la de Castella després del casament de Fernando i Isabel el 1469. Va ser el 1707, amb el Decret de Nova Planta i sota el regnat de Felip V de Castella, quan Aragó veu dràsticament reduïda la seva personalitat jurídica, se suprimeix la Diputació del Regne i desapareixen els seus tradicionals Furs i Llibertats.